# Pargolol
Pargolol je antagonist beta adrenergičkog receptora.